# Clinton (hrabstwo Vernon)
Clinton – miasto w Stanach Zjednoczonych, w stanie Wisconsin, w hrabstwie Vernon.